# Кусаригама

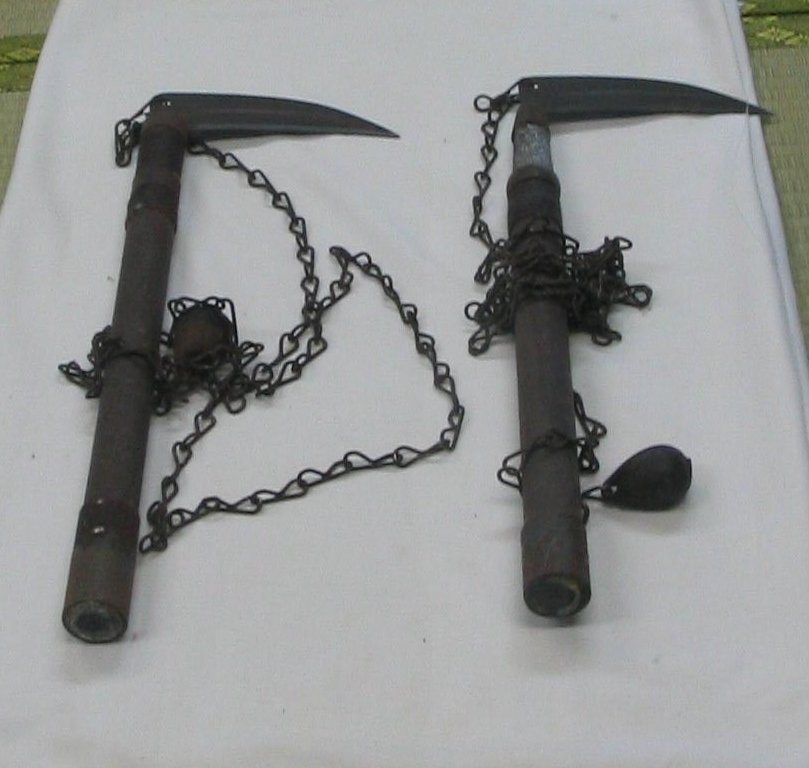
Оружие из крепости в Ивакуни

Кусаригама (яп. くさりがま) — японское холодное оружие. Появилось в период Муромати.

## Конструкция
Кусаригама состоит из серпа кама (яп. 鎌), к которому с помощью цепи (кусари (яп. 鎖)) крепится ударный груз (фундо). Длина рукояти серпа может достигать 60 см, а длина железка серпа — до 20 см. Железко серпа перпендикулярно к рукояти, оно заточено с внутренней, вогнутой стороны и заканчивается остриём. Цепь крепится к другому концу рукояти, или же к обуху серпа. Её длина составляет около 2,5 м или меньше.

## Применение
Техника работы этим оружием позволяла нанести противнику удар с помощью гирьки, или запутать его с помощью цепи, после чего произвести атаку серпом.
Кроме этого, можно было метать в противника сам серп, после чего возвращать его с помощью цепи. Таким образом кусаригама использовалась при обороне крепостей.

## Галерея

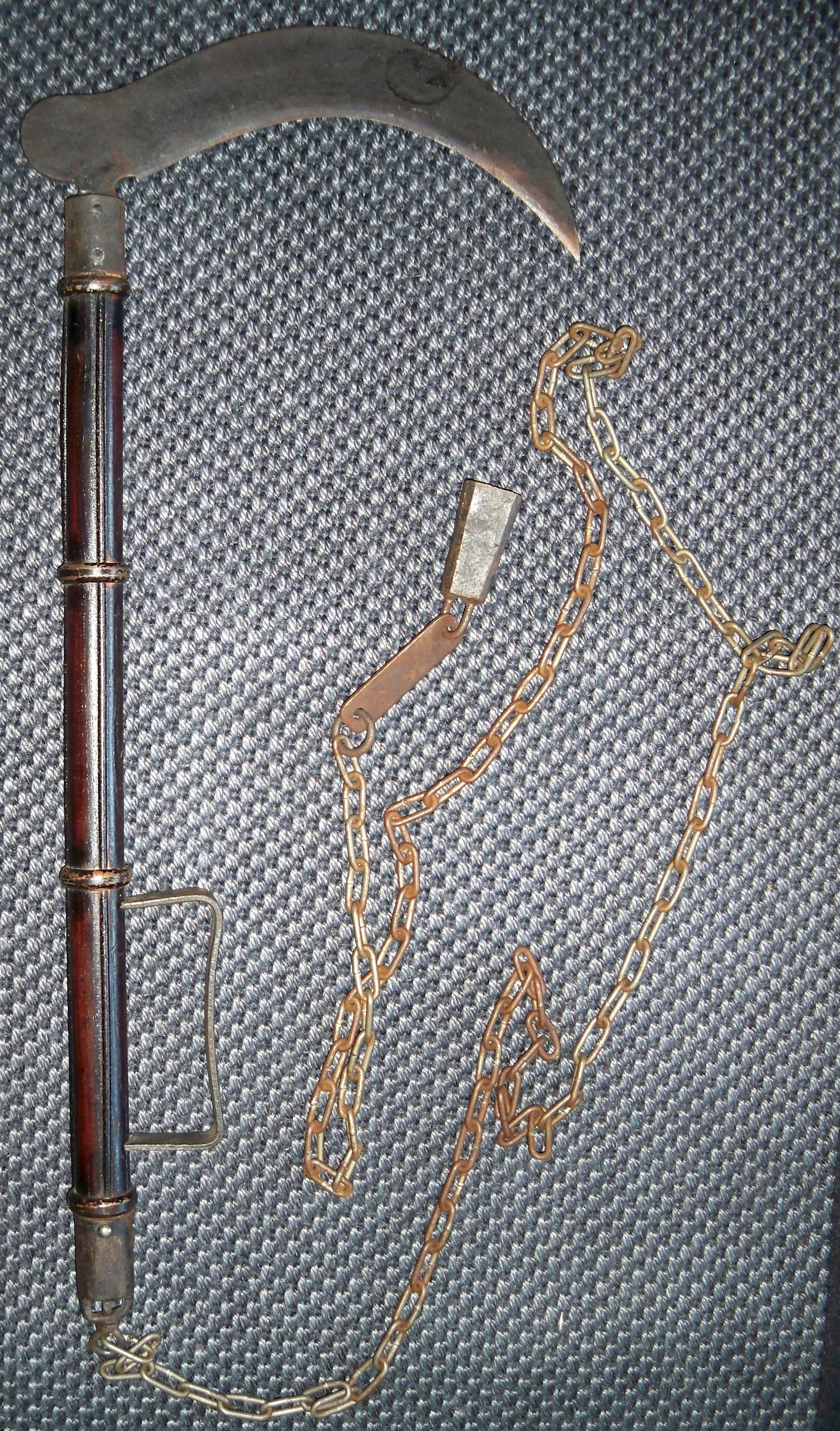
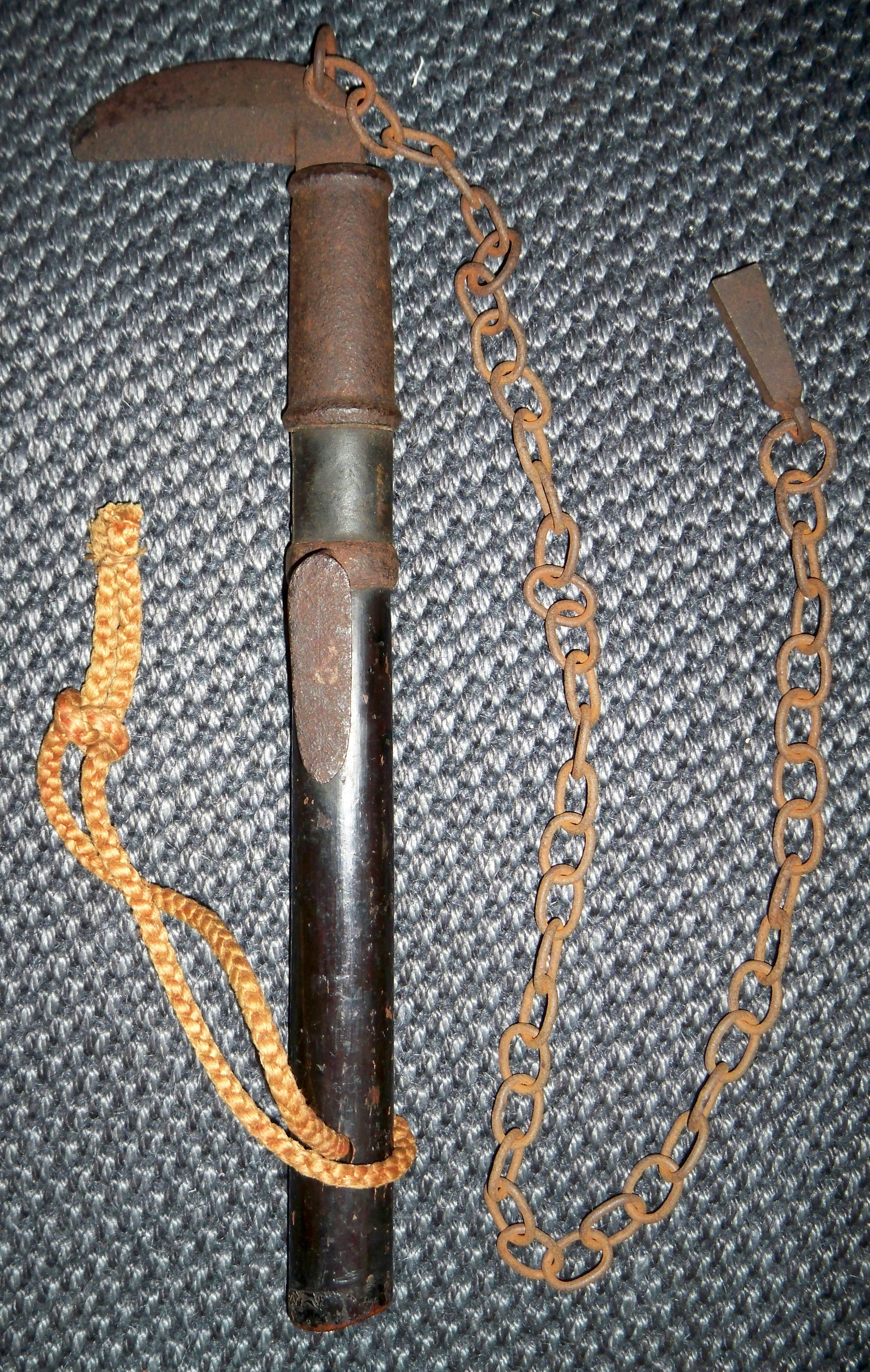
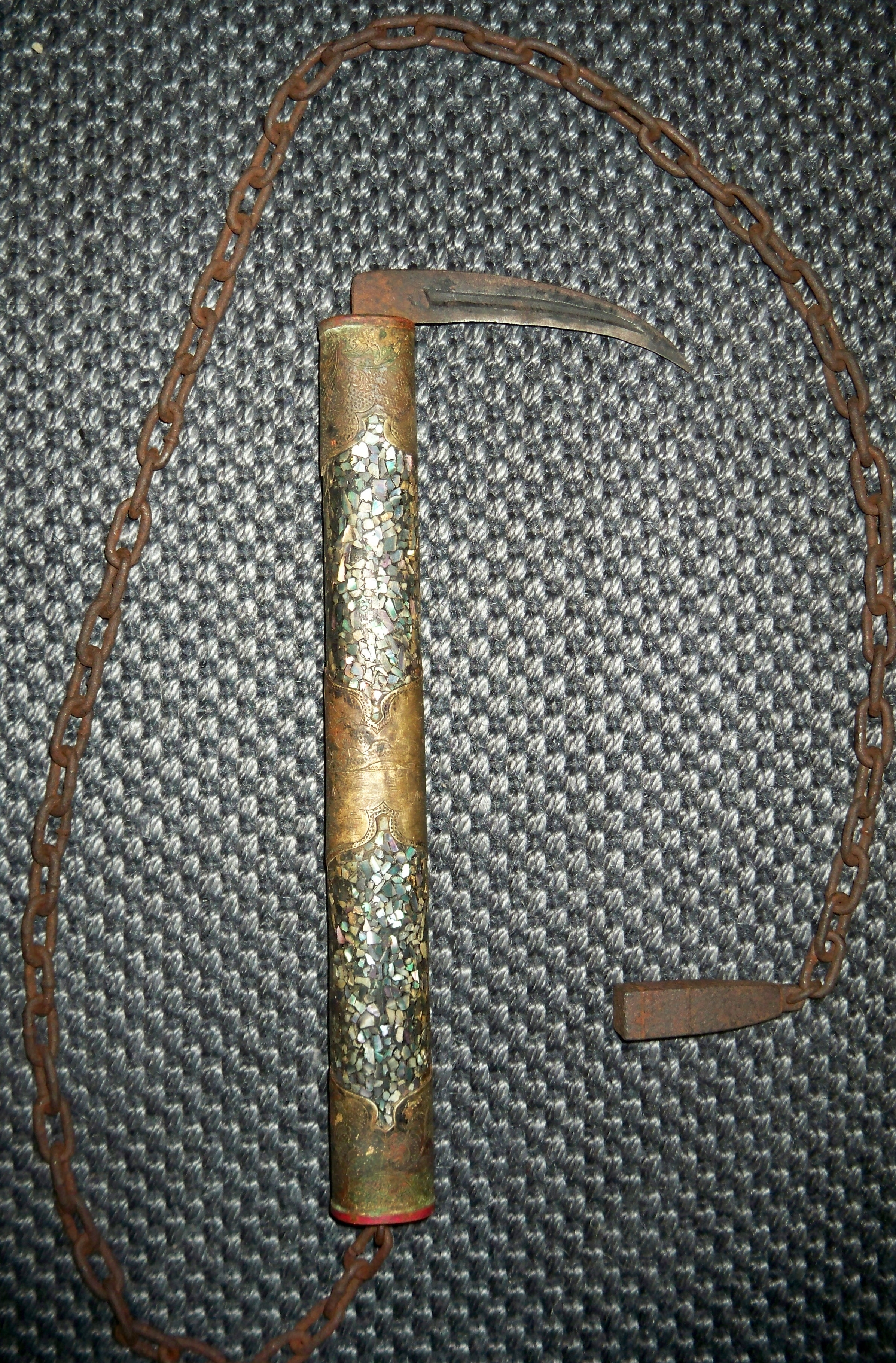
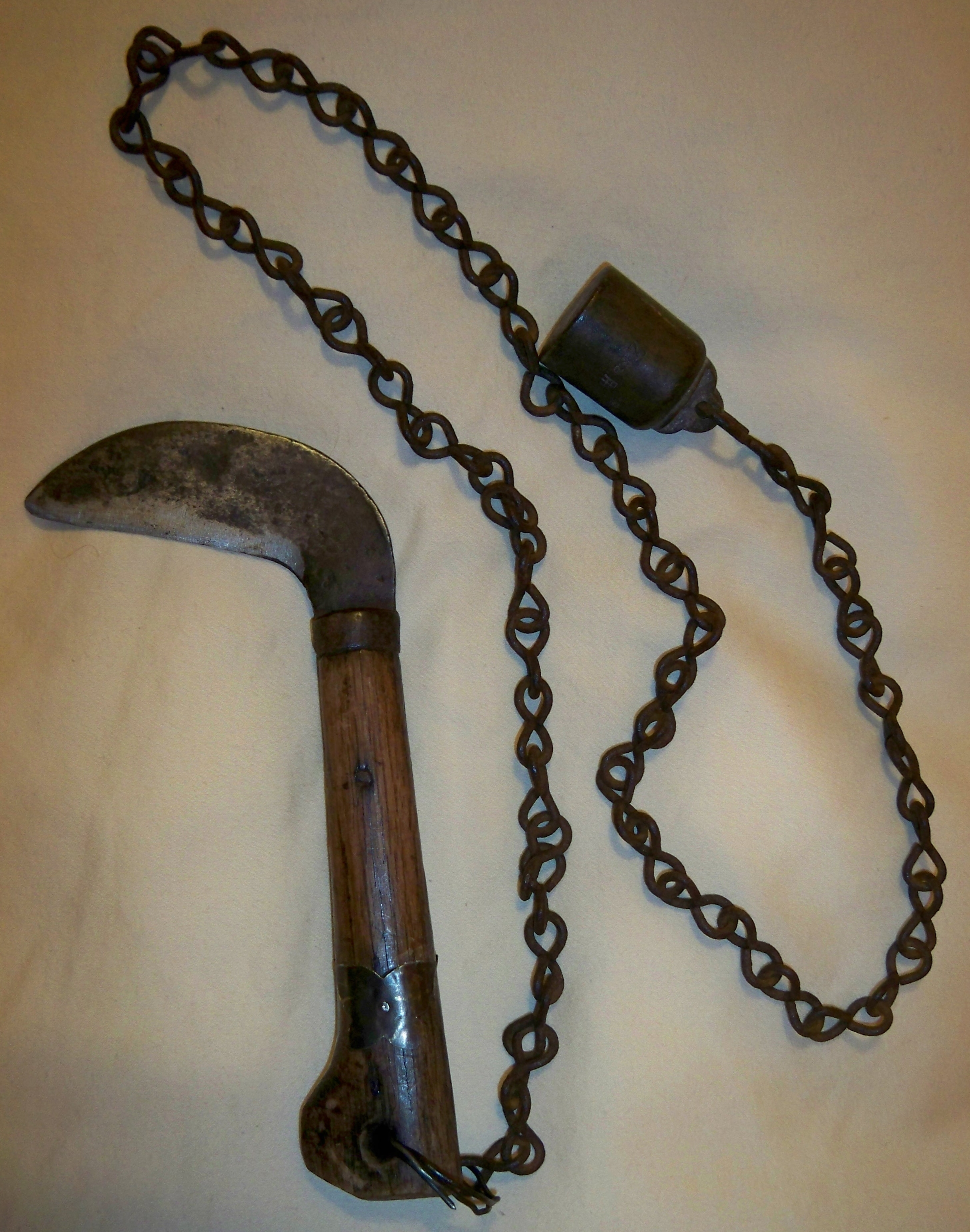

## В культуре
- Кусаригама является играбельным оружием в видеоигре Shadow Fight 2, имея несколько вариаций: обычная, тяжёлая и Кровавый жнец. Обычную и Кровавый жнец можно купить в магазинах при достижении определённого уровня и за определённую сумму, а тяжёлая достаётся от странника Изгоя в 5 акте при условии победы в бою над ним.
- В видеоигре Shadow fight 3 также присутствует данный вид играбельного оружия в 2 видах (редком и легендарном). Так,  кусаригама Кровавый жнец встречается  в легендарном сете "Творец теней".
- Кусаригама является распространённым оружием в манге Наруто и её различных адаптациях в виде аниме и видеоигр.